# 萧民 (1913年)
萧民（1913年—），男，直隶（今河北）唐县人，中华人民共和国政治人物，曾任中华人民共和国交通部副部长，第五、六届全国政协委员。